# Trachelipus squamuliger
Trachelipus squamuliger är en kräftdjursart som först beskrevs av Karl Wilhelm Verhoeff 1907B.  Trachelipus squamuliger ingår i släktet Trachelipus och familjen Trachelipodidae. Inga underarter finns listade i Catalogue of Life.